# Timarit.is
Timarit.is, auch erreichbar unter der grönländischen Adresse aviisitoqqat.gl, ist eine von der National- und Universitätsbibliothek Islands in Kooperation mit der Grönländischen Nationalbibliothek und der Landesbibliothek der Färöer betriebene Open-Access-Plattform für digitalisierte Zeitschriften und Zeitungen. Tímarit ist das isländische Wort für „Zeitschrift“.

## Geschichte und Bestand
Die Plattform geht auf ein ursprünglich als VESTNORD bezeichnetes Projekt zurück, das ab 1999 erarbeitet wurde und 2002 den Betrieb aufnahm. 2007 und 2011 wurde die Website jeweils grundlegend überarbeitet. In der ersten Phase des Projekts waren von der National- und Universitätsbibliothek fast alle isländischen Zeitungen und Zeitschriften digitalisiert worden, die vor 1920 erschienen sind. Aktuell sollen möglichst alle Zeitungen sowie ausgewählte Zeitschriften bis zur Gegenwart zur Verfügung gestellt werden, abhängig von Vereinbarungen mit den Rechteinhabern. Für einige Titel besteht eine Sperrfrist (Moving Wall) von typischerweise 2 bis 4 Jahren.
Mit Stand vom August 2021 waren auf Timarit.is 1433 Zeitungs- und Zeitschriftentitel, 66 696 Artikel und 6 045 776 Seiten online. Digitalisiert wurden Titel in isländischer Sprache (auch aus dem Ausland, insbesondere aus Kanada, wo sich viele Personen isländischer Abstammung niedergelassen haben), anderssprachige Periodika vornehmlich aus Island wie die englischsprachige Zeitung The Reykjavík Grapevine sowie grönländische, färöische und einige dänische Veröffentlichungen. Mit den Mitteilungen der Islandfreunde, die von 1913 bis 1936 erschienen, ist auch eine deutsche Zeitschrift verfügbar.
In einer Untersuchung über den Stand von Open Access in Island von 2013 wurde kritisiert, dass der Download ganzer, mehrseitiger Artikel auf Timarit.is, wohl aufgrund eines ursprünglichen Fokus auf den Zugriff auf digitalisierte Zeitungen, schwierig sei, da jede Seite nur einzeln betrachtet und heruntergeladen werden kann.